# Messgerät
Messgeräte (auch Messinstrumente genannt) dienen zur Bestimmung geometrischer oder physikalischer Größen. Meistens führen sie im Rahmen einer Messung mittels einer Skalen- oder Ziffernanzeige auf eine quantitative Aussage über die zu messende Größe. Diese Aussage, der Messwert, wird als Produkt von Zahlenwert und Einheit angegeben. Die prinzipiell zugrunde liegenden Messmethoden werden unter Messtechnik angegeben. Allgemeine Merkmale der Messgeräte gemäß DIN 1319-1 werden unter Messmittel aufgeführt. Statt einer ablesbaren Anzeige kann ein Messgerät auch ein Signal, vorzugsweise ein elektrisches Signal, ausgeben; oder es kann Daten speichern, elektronisch oder auf Papier (z. B. als Messschreiber oder Registrierapparat).
Eine Messeinrichtung ist in den „Grundlagen der Messtechnik“ in DIN 1319 als „Gesamtheit aller Messgeräte und zusätzlicher Einrichtungen zur Erzielung eines Messergebnisses“ definiert und besteht im einfachsten Fall aus einem einzigen Messgerät.
Messgeräte zur Ausführung von Messungen zählen allgemein zur Gruppe der Messmittel. Werden diese zur Prüfung eingesetzt, werden sie gemäß DIN 1319-2 auch als Prüfmittel bezeichnet.
Das Messgerät kann fehlerhaft arbeiten, bzw. der Messwert kann Messabweichungen enthalten; diese sind herauszurechnen bzw. in ihrer Größe abzuschätzen. Besonders genaue Messgeräte können zur Kalibrierung, Justierung oder Eichung anderer Messgeräte dienen (siehe auch Messmittelüberwachung). Für ermittelte Werte kann eine Messunsicherheit angegeben werden.

## Messung nichtelektrischer Größen

### Grundlegende Messgeräte
Ohne die grundlegenden Messgeräte zur Bestimmung der Zeit und zur Messung von Längen sowie dem simplen Zählen können keine anderen Messgeräte hergestellt bzw. benutzt werden. Andere Größen, auch Basisgrößen werden abgeleitet oder aber die Messgeräte werden durch Anwendung dieser Größen bestimmt.

#### Zeitmessung

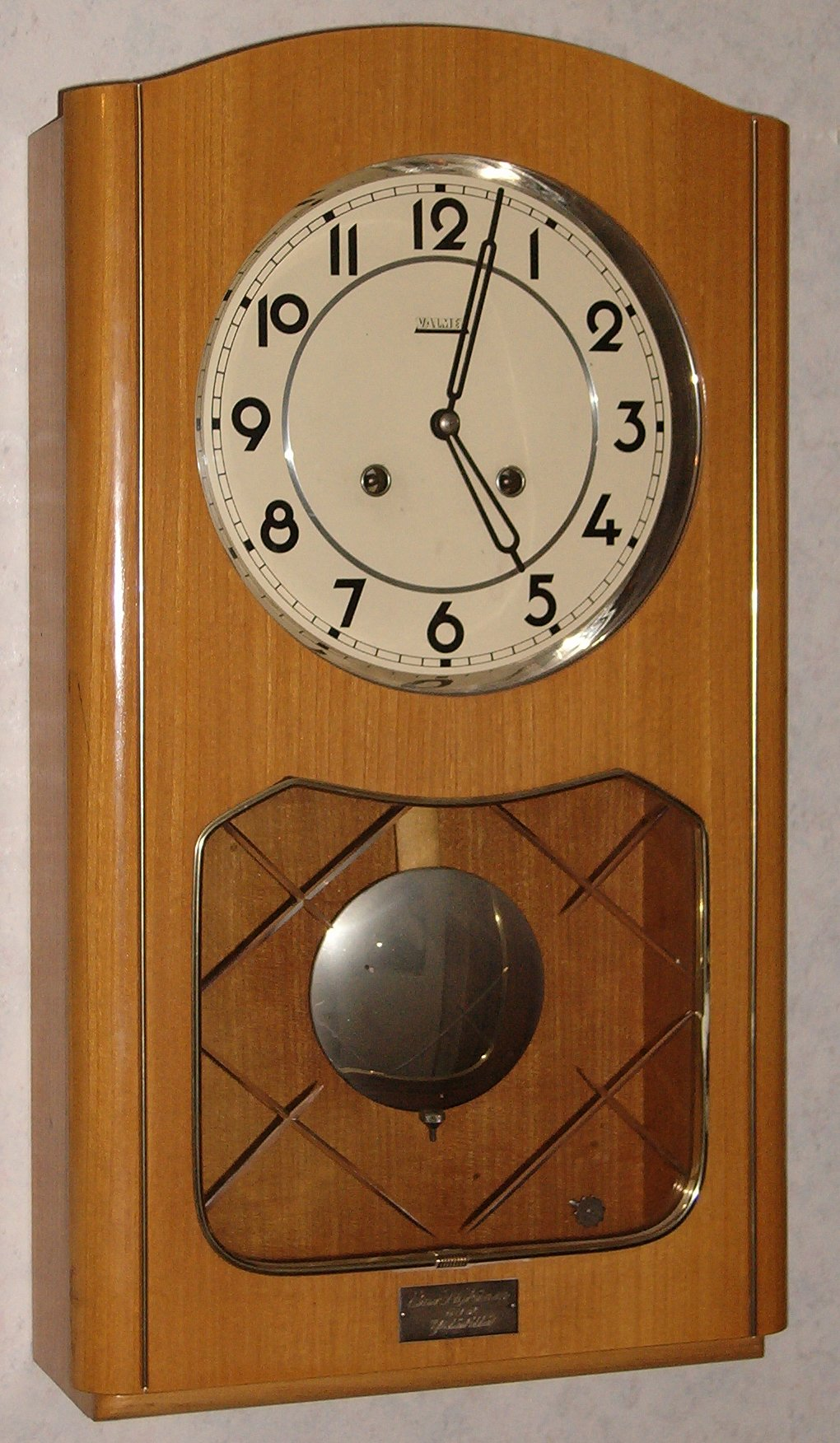
Wanduhr mit Pendelwerk

Die Zeit wird mit verschiedenen Uhren gemessen:
- Sonnenuhren sind historisch, Anwendung heute nur als Dekoration oder für Lehrzwecke
- Sanduhren sind historisch, Anwendung nur noch in Einzelbereichen
- Wasseruhren sind historisch (zur Zeitmessung – nicht Durchfluss!)
- Blumenuhren sind sehr ungenaue Vorrichtungen zur Zeitmessung, jedoch sehr hübsch anzuschauen. Verwendung als Schaustücke, zu Lehrzwecken.
- Feueruhren waren kultische Zeitmesser, die eine aromatische Masse verbrannten.
- Kerzenuhren und Öllampenuhren sind historisch, Anwendung nur in Einzelbereichen
- Pendeluhr misst die Zeit über die Schwingungsdauer eines Pendels.
- Räderuhren nützen die Bewegung bzw. Schwingung mechanischer Teile
- Passageninstrument misst die Durchgangszeit von Sternen (kombiniert mit Chronograf).
- Chronometer misst die Zeit (mechan. Kurzschwinger oder Quarzuhr)
- Chronograf misst die Zeit (mechan. bzw. Quarz) und zeichnet oder druckt den Zeitverlauf auf (oft mit einer anderen Größe gemeinsam, z. B. Sterndurchgänge).
- Funkuhr empfängt das genaue Zeitsignal einer Atomuhr per Funksignal.
- Stoppuhr mechanisch oder elektrisch / elektronisch
- Kurzzeitwecker mechanisch oder elektrisch mit akustischem, optischem Wecksignal oder/und Schaltmöglichkeit
- Quarzuhr misst die Zeit mit einem durch Schwingquarz gesteuerten Oszillator.
- Intervallzähler misst Frequenzen und Zeitintervalle auf Basis eines Oszillators.
- Atomuhr misst die Zeit aufgrund der hohen Konstanz von atomaren Schwingungen. Mit Wasserstoffmasern die genauesten derzeit verfügbaren Uhren.

#### Längenmessung

Nivellierlatte: Entfernung 15,7 m (Abschnitt zwischen oberer und unterer Linie × 100)

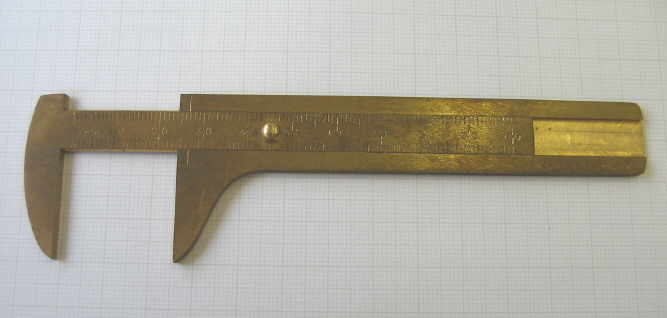
Knopfmaß (erster Messschieber)

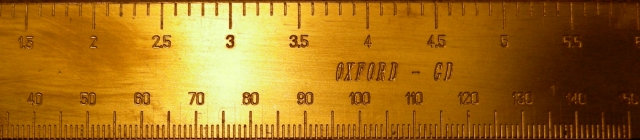
Metallmaßstab Zoll/Millimeter

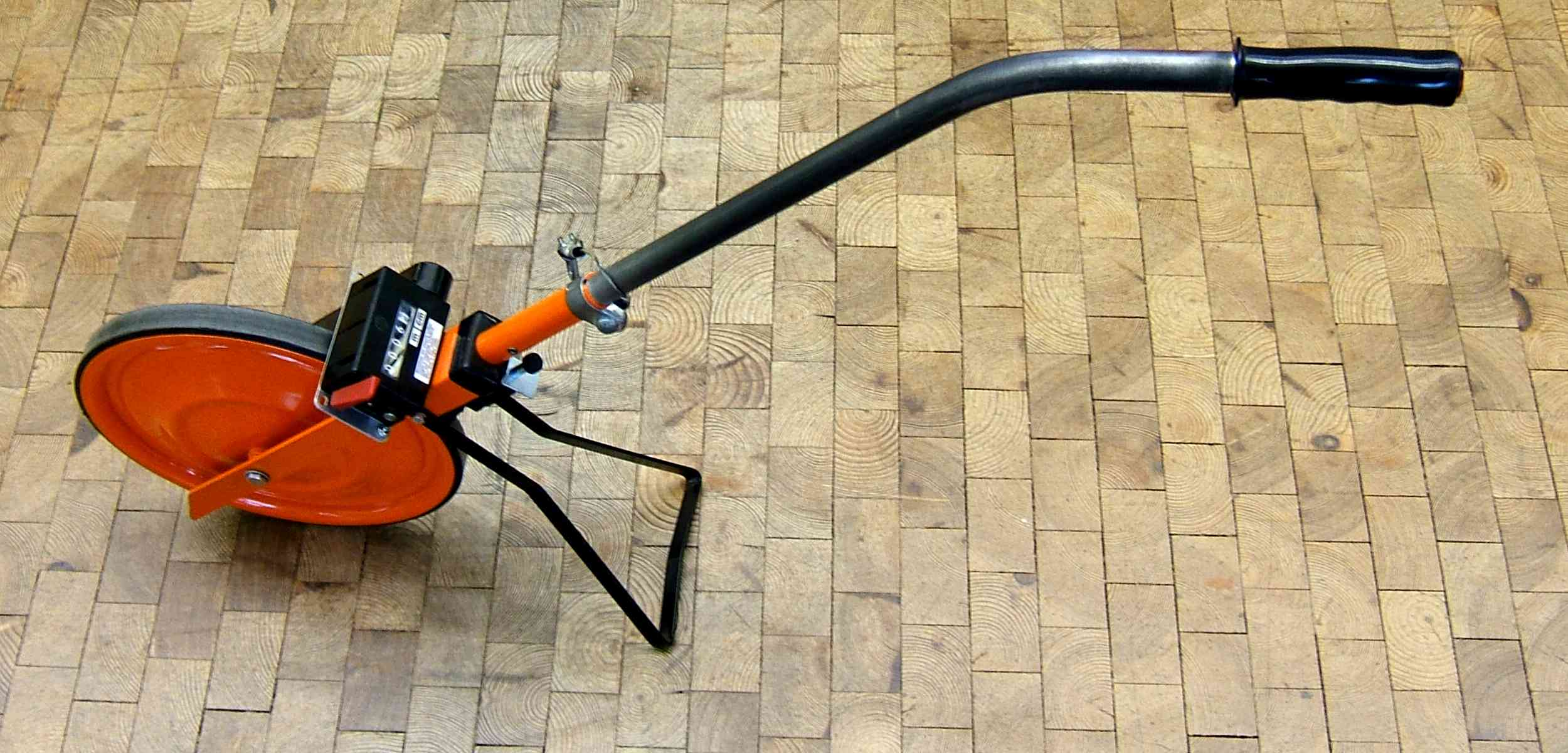
Einfaches Messrad

Prinzipiell unterscheiden wir zwei einfache Formen der Messmittel zur Längenmessung: das Strichmaß, welches das Maß durch den Abstand zwischen zwei Strichen verkörpert und das Endmaß (das Urmeter etwa), bei dem das durch den Abstand zweier Flächen geschieht.
- Messschraube (veraltet umgangssprachlich „Mikrometer“), Auflösung bis 0,01 mm
- Messuhr, mit Zeiger oder mit Ziffern anzeigend bis 0,001 mm
- Messschieber (umgangssprachlich auch „Schiebe-“ oder „Schublehre“), Auflösung bis 0,02 mm
- das Knopfmaß, kleiner einfacher Messschieber, Beispiel für die Entwicklung der Längenmessung: historisch ein wichtiger Schritt, heute nur bei geringer Genauigkeitsanforderung, da kein Nonius
- Fadenzähler misst Strichbreiten und Linienabstände beim Druck.
- Kluppe, in der Forstwirtschaft zur Ermittlung von Stammdurchmessern
- Lineal, Metallmaßstab, Messlineal; Auflösung ½ bis ¼ mm
- Gliedermaßstab (umgangssprachlich „Zollstock“ oder „Meterstab“); Auflösung bis zu 1,0 mm
- Messrad zum raschen Abfahren einer Messstrecke (rel. Messabweichung je nach Aufbau bis 1 ‰)
  - siehe auch Hodometer und Zyklometer (Messtechnik)
- Maßband für Vermessungen bis 50 m, maximal 100 m (Messabweichung 1 bis 3 cm)
- Optische Distanzmessung mit Nivellierlatte (3 bis 5 m lang) und Fadennetz: bei dm/cm-Teilung (Zielung mit Theodolit) etwa 5 cm Auflösung
- Basismessung mit temperaturbeständigem Invardraht und Triangulierung: bis etwa 1970 die Basis der Landesvermessung, Messabweichung einige 0,1 mm pro Kilometer
- Elektronische Distanzmesser (EDM, Distanzer): hochpräzise Streckenmessung von einigen Dezimetern bis zu vielen Kilometern, mit Laserlicht, Infrarot oder Mikrowellen. Messabweichung terrestrisch bis etwa 10−7 (1 mm auf 10 km)
- Satellite Laser Ranging (SLR): Laser-Laufzeitmessung von Bodenstationen zu Satelliten, Messabweichung bis 10−9.

Wegsensoren wie beispielsweise:
- Laserentfernungsmesser, Laserinterferometer
- Ultraschallentfernungsmesser
- Seilzuglängengeber (Auflösung je nach Aufbau bis 0,01 mm möglich)
- Glasmaßstab
- Kapazitiver Sensor
- Laser surface velocimeter dienen zur Längenmessung an kontinuierlich erzeugten Gütern und Bahnwaren.

#### Zählen

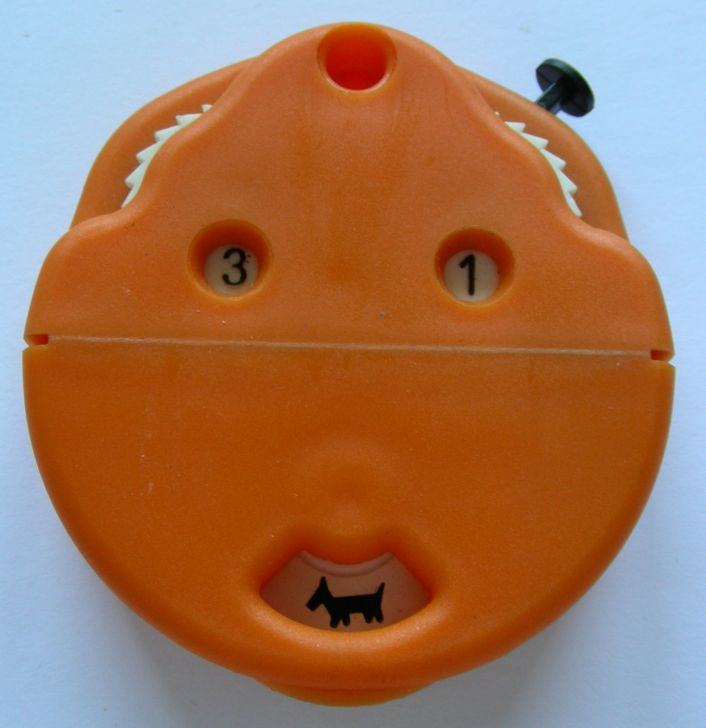
Stückzähler

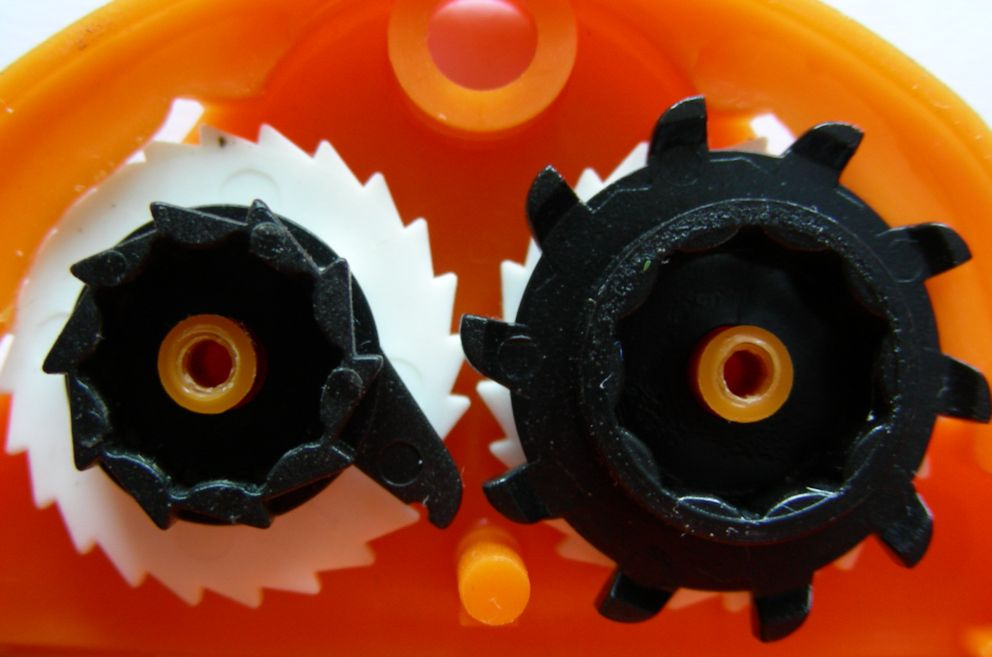
Stückzähler Innenansicht

Zählen ist das elementarste Messprinzip: Auch bei der Zeit- oder Längenmessung wird oft schlicht gezählt. Mit der Durchdringung der Messtechnik durch digitale Methoden hat das Messprinzip enorm an Bedeutung gewonnen.
Zählen im messtechnischen Sinne ist das Bestimmen der Anzahl (siehe auch Stückmenge). Zählwerke messen die Anzahl von Objekten oder Ereignissen, bei befristeter Zählung bestimmen sie deren Häufigkeit:
- Handzähler für Einzelereignisse, dezimal mit Überträgen auf mehrere Ziffernrollen oder Ziffernräder
- Umdrehungszähler mit zusätzlicher mechanischer oder optischer Erfassung einer Achsenmarkierung
- Räderwerke in vielen mechanischen Messgeräten zur Auswertung der Anzahl der Umdrehungen für andere Messdaten, beispielsweise bei den integrierend (aufsummierend) arbeitenden Energiezählern, Wasserzählern, Kilometerzählern. Auch die frühesten Rechenmaschinen waren reine Zählgeräte
- Geigerzähler zur Bestimmung radioaktiver Zerfallsereignisse
- Elektronische Zähler siehe im Abschnitt Zähler im Artikel Digitale Messtechnik
- Zählwaagen für die Ersatz der Tätigkeit des Zählens durch Wägung bei gleichzeitig vorliegenden gleichen Objekten mit bekanntem Stückgewicht

### Weitere Messgeräte elementarer Größen

#### Flächeninhaltsmessung
Messgeräte der Flächeninhaltsmessung (Planimetrierung)
- Planimeter, eine mechanische Apparatur zur Ermittlung ebener Flächen in Landkarten oder Zeichnungen
- Pantograph, ein Maßstabsumsetzer, der mittels Übertragung auf eine Rasterung der Flächenmessung dienen kann.

#### Volumenmessung
Die Bestimmung sowohl des Hohlvolumens als auch des Volumens fester Körper, von Flüssigkeiten oder Gasen wird historisch durch Hohlkörper oder skalierte Messgefäße realisiert, meist aber über Volumenberechnung.
- Messzylinder, zur Messung anhand der Verdrängung, aus Glas oder Kunststoff oder anderem, mit Mensur oder ohne
- Volumeter für Körper, die nicht mit Flüssigkeit in Verbindung kommen sollen (etwa bei Gaszählern oder Volumenmessgeräten in Beatmungssystemen[3])
- Kapillare, durch folgendes Wiegen oder Ablesen einer Skale (indirekt etwa beim Thermometer zur Bestimmung der Temperatur aus dem Volumen)
- Scheffel, ein Beispiel für ein historisches Volumen-Maß Übersicht in (Geschichte von Maßen und Gewichten)
- Pipette, um Mengen aus einem Gefäß in ein anderes zu dosieren
- Messbecher, Teelöffel und Esslöffel, als Maße in der Küche
- Messheber, ein meist aus Glas bestehendes Messgerät um eine Menge Flüssigkeit aus einem Gefäß zu entnehmen (Probennahme)
- Kubizierapparat (Messglocken), für die Bestimmung von Gasen und Flüssigkeiten
- Durchflussmesser, dynamische Volumenmessung siehe weiter unten

#### Ortsbestimmung, Winkel- und Richtungsmessung

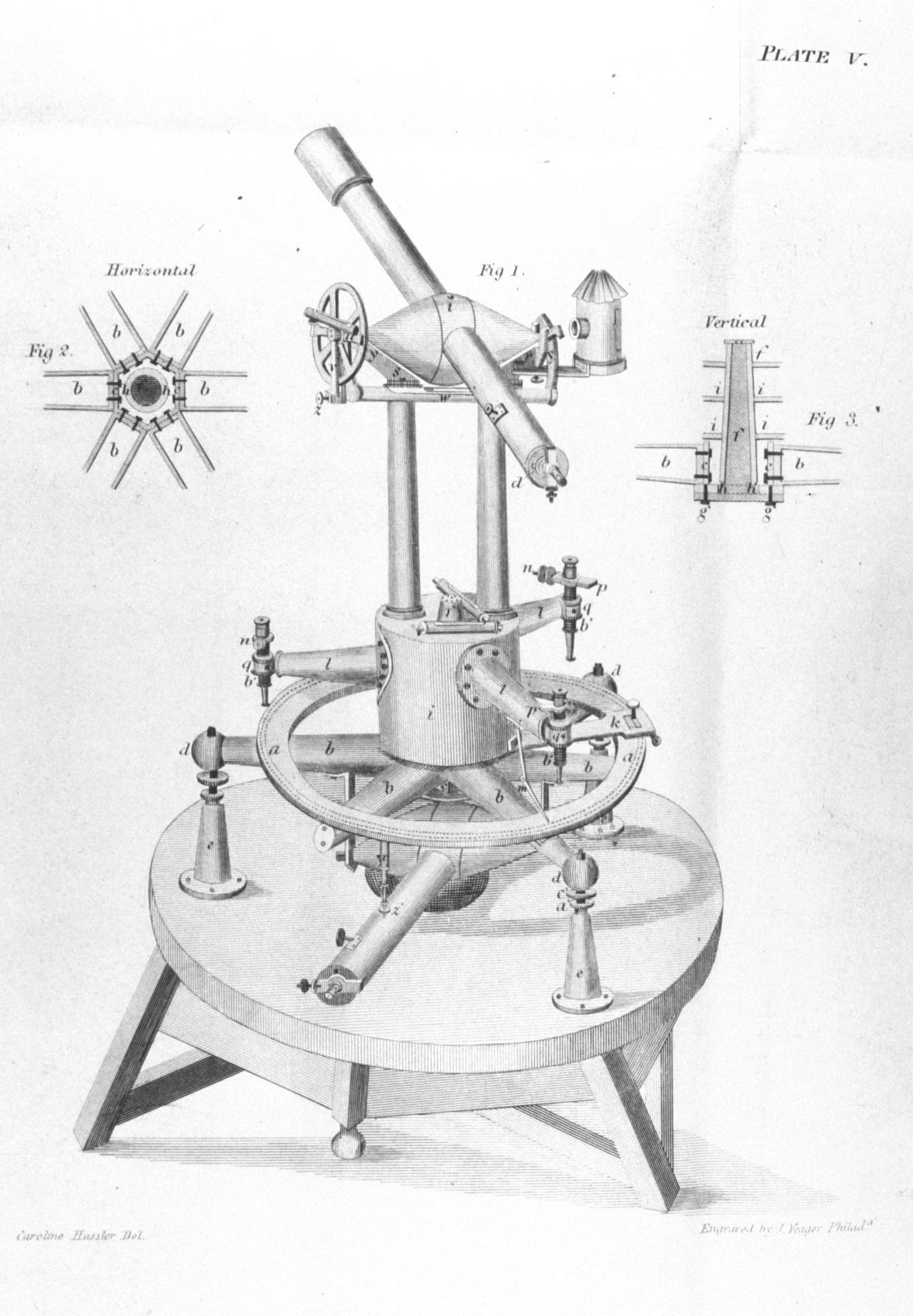
Theodolit (um 1820) zur Triangulierung

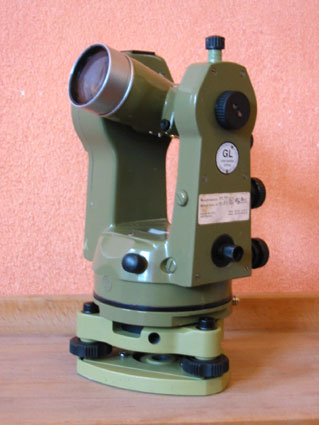
Sekundentheodolit DKM2-A

Geodäsie: Alle Geräte für die Winkelmessung im Gelände sind auch (unterschiedlich gut) für die Standortbestimmung geeignet. Hierzu werden Landkarten oder Koordinaten benötigt. Durch Winkelmessung und Strahlensatz lassen sich Höhe oder Höhendifferenz von Objekten berechnen.
- Astrolabium historisch, Astronavigation. Als Ni2-Astrolab für moderne Astrometrie
- Autokollimator zur präzisen Messung kleiner Winkel
- Chorobates Nivelliergerät (historisch, Beispiel: Bau von Aquädukten)
- Dioptra für Peilungen (historisch)
- GPS-Satellitennavigation, direkte Anzeige der 3D-Position
- Gnomon, Schattenstab, historisch, zur Bestimmung der geographischen Breite eines Ortes
- Groma, Peilungen (historisch). Achsenkreuz auf Stab, an jedem Achsende ein Messlot.
- Heliotrop historisch ein Sonnenspiegel für Vermessungspunkte
- Heliometer bis 19. Jahrhundert, präzise Durchmesser- u. Winkelmessung in der Astronomie
- Koordinatenmessgerät 3D messen, mittels Antastung, Optik. Manuell wie CNC
- Jakobstab historisch, Astronavigation und zur Bestimmung der Höhe eines Objekts
- Kompass zur Bestimmung von magnetisch Nord (Navigation)
- Kreiselkompass zur Bestimmung von geografisch Nord (bzw. Süd) (Schiffsnavigation)
- Laserkreisel misst verschleißfrei Drehbewegungen.
- Lot zum Feststellen der Vertikalen
- Messarm für die Geometrie von Bauteilen
- Messbildkameras – Präzisionskameras für die Photogrammetrie
- Nivelliergeräte zur geometrischen Höhenmessung
- Planimeter zur Messung von Flächen (auf Zeichnungen, Plänen usw.)
- Radioteleskop zur Vermessung astronomischer Radioquellen (Quasare und VLBI).
- Schlauchwaage – physikalisches Nivelliergerät (Prinzip der kommunizierenden Gefäße)
- Schmiege, hauptsächlich zur Übertragung von Winkeln auf Werkstücke
- Setzwaage, historischer Vorläufer der Wasserwaage (Anwendung w.o., Ablesung an Libelle)
- Sextant für Winkelmessung zwischen zwei Landmarken. Terrestrische und Astro-Navigation.
- Streifenprojektions-Sensoren – für berührungslose Formerfassung
- Theodolite zur Messung von Winkeln und geometrischer Beziehungen im Raum
- Tachymeter für Winkel- und Entfernungsmessung
- Wasserwaage zum horizontalen und/oder vertikalen Ausrichten
- Winkelmesser als Werkzeug (siehe auch Geodreieck)
- Zenitteleskop und Zenitkamera: zur Vermessung von Sternörtern und Lotrichtung

#### Masse, Gewichtskraft, Dichte usw.
Die Gewichtsmessung ist ein Fachgebiet der Massenmesstechnik. Während früher Waagen vor allem durch den geschickten Aufbau der mechanischen Elemente wie Hebel, Gewichtsstücke oder/und Federn bestimmt wurden, ist die Wägetechnik heute durch die Elektronik geprägt.

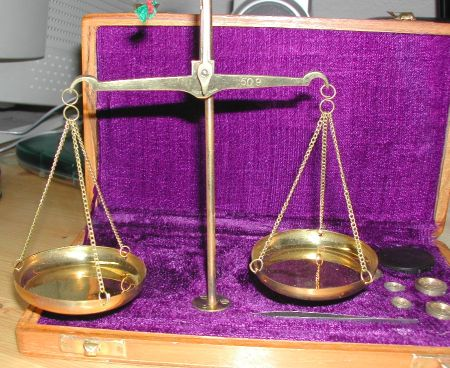
Balkenwaage

- Waagen dienen der Bestimmung der Masse von Körpern
- Balkenwaagen vergleichen die Masse eines Probekörpers mit kalibrierten Gewichtsstücken
- Neigungswaage (historische Briefwaagen)
- Federwaagen bestimmen die Masse eines Probekörpers aus seiner Gewichtskraft
- Ein Pyknometer, mit typisch individuell kalibriertem Volumen, ist ein Maßgefäß zur Bestimmung von spezifischem Gewicht oder Dichte einer Flüssigkeit oder (und) eines Festkörpers durch (mehrmaliges) Abwiegen
- Refraktometer messen den Brechungsindex vor allem von Flüssigkeiten, und darüber wiederum Größen wie Mostgewicht, Salinität, allgemein Stoffkonzentrationen
- Laktodensimeter messen die Dichte von Milch.
- Trübungsmessgeräte bestimmen den Anteil von Feststoffen in Flüssigkeiten
- Gassammelrohre oder Dasymeter erlauben Masse und Volumen einer Gas-Probe zu bestimmen.

#### Temperatur

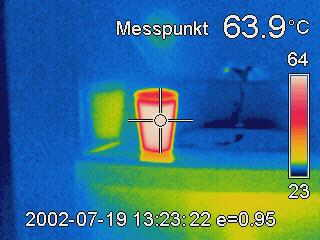
Thermografie: Kaffeeautomat und thermische Spiegelung

Die Temperaturmessung wird in einem extra Artikel ausführlicher behandelt, diese Aufzählung gilt nur als Überblick. Thermometrie ist die Wissenschaft von der Temperaturmessung – Messung durch Thermometer in verschiedenen Ausführungen.
Frühe Thermometer
- Abschätzung durch Alchemisten: Sieden von Wasser, oder Wachs schmilzt
- Galileo-Thermometer: Schwerkraft/Dichte (benannt nach Galileo Galilei)
- Ausdehnungsthermometer (Flüssigkeit oder Metallstab, direkte Ablesung an Skale): Zimmer- und Außenthermometer, Schleuderthermometer, Stabthermometer
- Bimetallthermometer: Ausnutzung der unterschiedlichen Ausdehnungskoeffizienten zweier Metalle
- Thermochromatische Farben: Farbänderung bei bestimmter Temperatur
- Segerkegel: Formkörper, die ihre Festigkeit und Kontur bei bestimmter Temperatur ändern. Schmelzpunktbestimmung auch im umgekehrten Sinn verwendbar

Moderne Thermometer
- Widerstandsthermometer (Änderung des elektrischen Widerstands, z. B. mit Platin-Messwiderstand oder Siliziumtransistor)
- Thermoelemente (siehe auch: Thermoelektrizität)
- Strahlungsthermometer (Pyrometer)
- Bolometer messen die Einwirkung von (Wärme-)Strahlung auf einen Probekörper
- Ramanthermometer basierend auf der Raman-Spektroskopie
- Thermografie: berührungslose Flächen-Temperaturmessung mit Infrarotstrahlung. „Wärmebild“ in Hell-Dunkel Darstellung oder in Farben (siehe Bild)

## Messung elektromagnetischer Größen

### Elektrische Größen

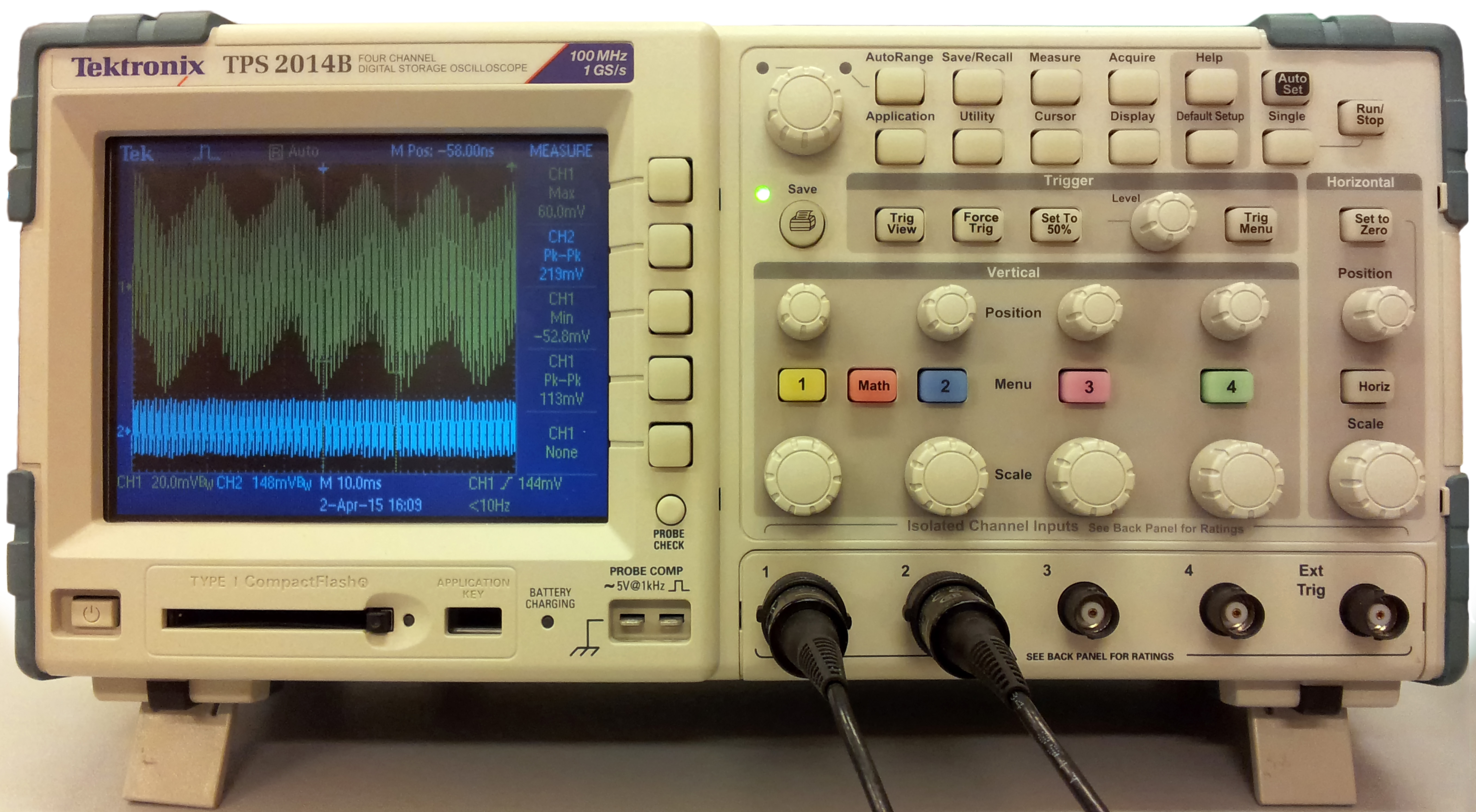
Digitales Oszilloskop, eines der universellsten Messgeräte für elektrische Größen

- Spannungsmessgerät, umgangssprachlich Voltmeter, für die elektrische Spannung oder Potentialdifferenz zwischen zwei Punkten
  - Oszilloskop, zur Darstellung des zeitlichen Verlaufs einer elektrischen Spannung als Graph
- Elektrofeldmeter für die elektrische Feldstärke
- Strommessgerät, umgangssprachlich Amperemeter, für die elektrische Stromstärke
  - Galvanometer, Spezialmessgeräte bei kleinsten Gleichströmen
- Leistungsmesser für die elektrische Leistung, die ein Gerät aufnimmt oder abgibt, siehe Wirkleistungsmessung, Blindleistungsmessung
- Energiezähler, umgangssprachlich Stromzähler, für die elektrische Arbeit
- Widerstandsmessgerät, umgangssprachlich Ohmmeter, für den elektrischen Widerstand
  - Wheatstonesche Messbrücke für den ohmschen Widerstand mittels einer Vergleichsmethode, alternativ für eine kleine Widerstandsänderung mittels einer Ausschlagsmethode
  - Wechselspannungsbrücke für den Wechselstromwiderstand
  - Leitfähigkeitsmessgerät für die elektrische Leitfähigkeit eines flüssigen Mediums (beispielsweise für die Konzentration von Salzen)
- Frequenzmesser für die Frequenz einer Wechselspannung
- Kabelfehlerortungs-Messgerät für die Entfernung zwischen Mess- und Fehlerstelle
- Multimeter für mehrere Messgrößen

### Magnetfeld

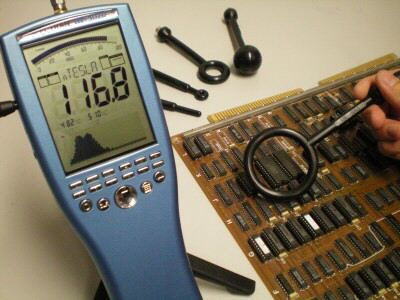
Magnetfeld-Messgerät

- Der Kompass zeigt zu den Magnetpolen der Erde und misst damit die Himmelsrichtung.
- Hall-Sonden messen Magnetfeld- oder Stromstärken.
- Protonenmagnetometer messen nur die absolute Magnetfeldstärke.
- Förster-Sonden dienen zur vektoriellen Bestimmung des Magnetfeldes.
- Fluxmeter messen den magnetischen Fluss. Verwendung oft in Verbindung mit einer Helmholtz-Spule.
- SQUID Superconducting Quantum Interference Device. Zur Messung sehr kleiner Magnetfelder. Verwendung bei der Magnetoenzephalographie (MEG). Das ist eine Messung der magnetischen Aktivität des Gehirns.
- Magnetometer, umgangssprachlich Teslameter oder Gaussmeter, messen die magnetische Feldstärke in Tesla bzw. Gauss.
- Faraday-Waagen messen die Wirkung eines definierten Magnetfelds auf einen Probekörper.

### Radioaktivität und Strahlung

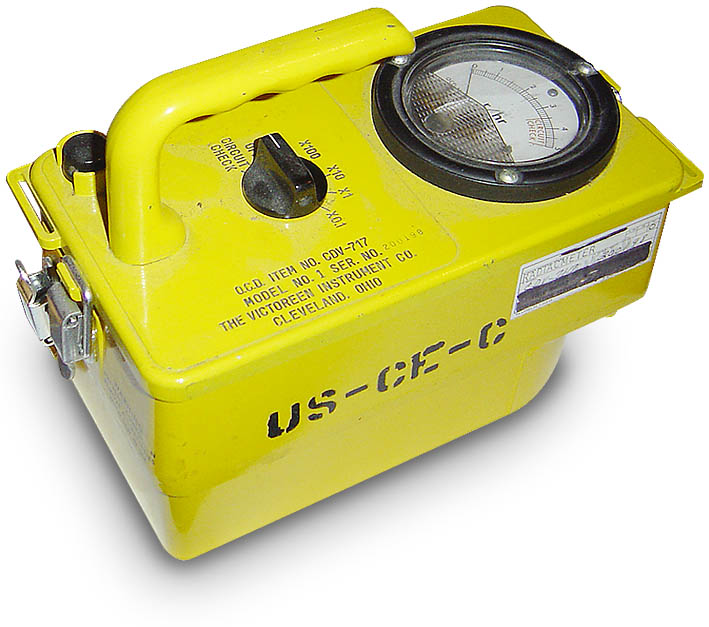
Geiger-Müller-Zähler

- Spektrometer ermitteln die Absorption einer bestimmten Wellenlänge einer Strahlung, aber auch Emissions-, Reflexions- und Fotoleitungsspektren
- Dosimeter messen die Strahlendosis als zeitliches Integral der Dosisleistung
- Geiger-Müller-Zählrohre messen den Einfall ionisierender Strahlung
- Szintillationszähler messen je nach Aufbau von Alpha-, Beta-, Gamma- oder Neutronenstrahlung
- Röntgen-Geräte messen den Strahlungsdurchgang durch ein Objekt

## Abgeleitete Messgeräte
Abgeleitete Messgeräte sind aus den ursprünglichen Messgeräten entstanden.

### Geschwindigkeit
Die Geschwindigkeit ist der Quotient aus Weg und Zeit.
- Der Tachometer zeigt im Fahrzeug die Fahrtgeschwindigkeit an.
- Der Tachograph zeichnet die Geschwindigkeit auch auf.
- Das Log misst die Geschwindigkeit bei Wasserfahrzeugen.
- Der Fahrtmesser misst die Geschwindigkeit bei Luftfahrzeugen.
- Das Variometer gibt die Steig- oder Sinkgeschwindigkeit bei Luftfahrzeugen an.
- Radargerät misst die Geschwindigkeit über den Dopplereffekt der von einem Radarsender erzeugten und vom Fahrzeug reflektierten Radarwellen.
- Lidar: Lidar steht für light detection and ranging und ist eine dem Radar (radiowave detection and ranging) verwandte Methode zur Fernmessung atmosphärischer Parameter.
- Ein Laser surface velocimeter misst die Vorschubgeschwindigkeit eines Produktstrangs in der Industrie.

#### Drehzahl
- Drehzahlmessgerät: mechanisches oder elektronisches Messgerät, häufigste Anwendung im Kfz-Bereich und Luftfahrzeugen, gibt eine Aussage über die Umdrehungsfrequenz eines Aggregats (Motor, …). Bei bekannter Übersetzung können auch die Geschwindigkeit und (unter Einbeziehung der Zeit) der Weg darüber ermittelt werden.
- Gyrometer: (historisch) mechanischer Aufbau zur Drehzahlbestimmung
- Hall-Sensor: zur Drehzahlbestimmung mittels Hall-Effekt

#### Beschleunigung
Die Beschleunigung ist die Geschwindigkeitsänderung pro Zeitspanne.
- Beschleunigungssensoren messen meist die Krafteinwirkung auf einen Probekörper im beschleunigten System (K = mb).

#### Zurückgelegter Weg
- Entfernungsmesser nach einer Vielzahl von Messprinzipien, beispielsweise
  - Hodometer,
  - Kilometerzähler,
  - Helldunkelgeolokator zum Verfolgen der Flugstrecken sehr kleiner Vögel.

#### Leistung
- Leistungsmesser messen nach mechanischen oder elektrischen Prinzipien.

### Messungen an Flüssigkeiten und Gasen

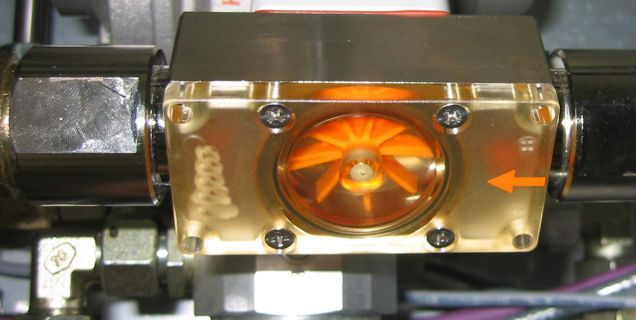
Durchflussmesser mit Flügelrad

- Durchflussmesser messen den Massenstrom oder den Volumenstrom.
  - Ein Magnetisch-induktiver Durchflussmesser (MID) arbeitet ohne bewegliche Teile. Er errechnet den Durchfluss eines elektrisch leitfähigen Mediums anhand der durch Induktion durch ein von außen angelegtes Magnetfeld resultierenden elektrischen Spannung.
  - Coriolis-Massendurchflussmesser nutzen die Corioliskraft um den Durchfluss zu ermitteln.
  - Hitzdrahtanemometer messen die Abkühlung eines beheizten Drahtes und errechnen daraus den Durchfluss.
- Wasserzähler gibt es in unterschiedlichen Bauarten als Flügelrad-, Woltmann- oder Verbundwasserzähler. Sie dienen der Zählung sind daher nur auf ein Mengenmaß kalibriert wie zum Beispiel in Liter, können aber durch Differenzierung eines Abtastsignals auch zur Durchflussmessung verwendet werden.
- Laser-Doppler-Anemometer zur berührungsfreien Messung der Strömungsgeschwindigkeit von Gasen oder Flüssigkeiten.
- Druckmessgeräte, umgangssprachlich Manometer, messen den Druck von Gasen und Flüssigkeiten.
- Vakuummeter sind Messgeräte zur Bestimmung des Gasdrucks in einem Vakuum.
- Aräometer messen die Dichte einer Flüssigkeit (siehe auch: Mostwaage Wein, Laktodensimeter Milch, Bierspindel Bier …).
- Rheometer messen das Fließ- und Verformungsverhalten von Materie.
- Viskosimeter messen die Viskosität von Flüssigkeiten.
- Pegelmessgerät misst die Mächtigkeit einer Flüssigkeit in einem Behälter oder einem Gewässer auch Füllstandmessung.

gängige Verfahren: Radarsensor, Ultraschallsensor, Kapazitiver Sensor, Konduktometrie, Schwimmerschalter nur ein oder zwei Schaltpunkte und Thermografie.
- Echolot zur Bestimmung der Wassertiefe oder dem Auffinden von schallaktiven Objekten im Wasser (seltener in Luftfahrt) s. a. Barcheck-Verfahren zur Kalibrierung eines Echolots.
- Tensiometer messen die Oberflächenspannung einer Flüssigkeit.
- Potetometer messen den Wasserverbrauch einer Pflanze.
- pH-Meter messen den pH-Wert (Säure, Lauge) einer Flüssigkeit.
- Transmissometer in der Umwelttechnik Bestimmen des Staubgehalts/Menge eines Gases in Abluft.
- Trübungsmessgeräte (Nephelometer) bestimmen den Anteil von partikulären Feststoffen in einer Flüssigkeit.
- Explosimeter messen eine gasförmige Atmosphäre um eine Explosionsgefahr (zündfähiges Gasgemisch) zu erkennen.

### Messungen an Feststoffen
Alle Messgeräte zur Längenbestimmung und der Dichte, des Gewichts und Härtemessgeräte sowie Röntgengeräte können ebenfalls bei Feststoffen eingesetzt werden.
- Grindometer messen Korngrößen.
- Lysimeter messen bodenbiologische, -physikalische Daten.
- Tensiometer messen kontinuierlich die Bodenfeuchte.
- Feuchteabsolutbestimmer messen die Materialfeuchte in Feststoffen
- SRT-Pendel messen die Griffigkeit von Fahrbahnoberflächen.
- Farinographen dienen zur rheologischen Untersuchung von Weizenmehlen.

### Meteorologische Instrumente
Die folgenden Messgeräte werden in der Meteorologie und natürlich aber auch in anderen technischen Bereichen eingesetzt.
- Barometer messen den Druck von Luft und auch die Höhe (Altimeter). Über die Anzeige des Luftdrucks auch zur Vorhersage des Wetters verwendet.
- Thermometer messen die Temperatur.
- Hygrometer messen die Luftfeuchtigkeit (siehe auch Coulometrischer Feuchtesensor).
- Anemometer messen die Windgeschwindigkeit.
- Lysimeter messen die Versickerungs-Verdunstungs-Verhältnis → Evapotranspiration.
- Netradiometer (auch Netto Radiometer) zur Messung der Globalstrahlung (Meteorologie Gesamtstrahlungbilanz).
- Pyranometer Globalstrahlungsensor (Meteorologie).
- Albedometer Strahlungsbilanzsensor (Meteorologie).
- Windsack zeigt die Windrichtung und eine Näherung für die Windstärke an.
- Windrichtungsgeber auch der Wetterhahn zeigt die Windrichtung an.
- Cyanometer gibt die Farbintensität der blauen Himmelsfarbe an, als Maß für die Menge an Wasser, welches sich in der Atmosphäre befindet.
- Transmissometer misst die Sichtweite.
- Pyrheliometer misst die Energie der Sonnenstrahlen.
- Evaporimeter misst die Verdunstung (Evaporation).
- Ceilometer misst die Wolkenbedeckung und Höhe.
- Ombrometer misst die Niederschlagsmenge.
- Sonnenscheinautograph (Heliograph) misst die Sonnenscheindauer.

### Messung der lichttechnischen Größen und Farbeigenschaften

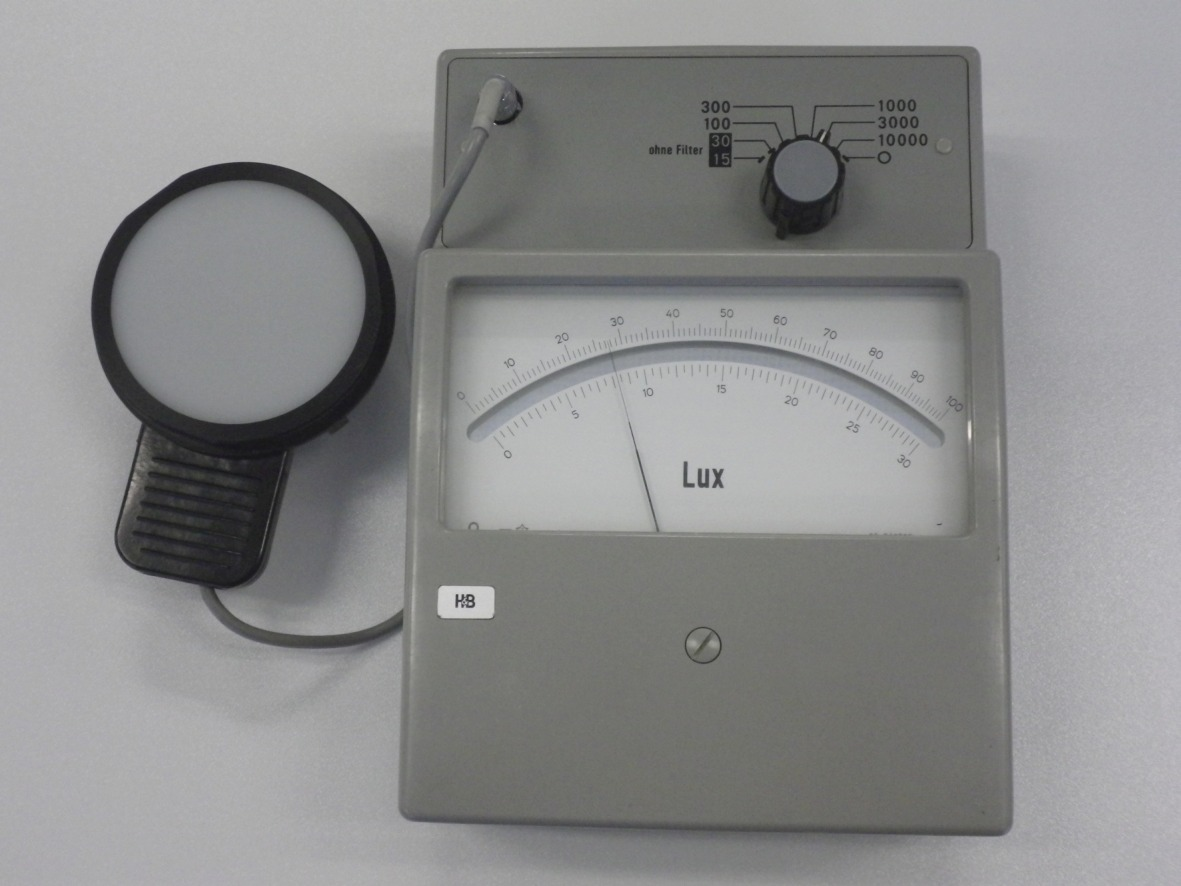
Analoges Luxmeter

- Photometrie ist der Überbegriff für die Messung der lichttechnischen Größen sowie hieraus abgeleiteter Messverfahren (z. B. Messung der Licht-Absorption in der Biologie, Chemie, Medizin)
- Luxmeter messen die Beleuchtungsstärke, der die Messzelle ausgesetzt ist.
- Densitometer sind Farbmessgeräte, die Farbtonwerte von Oberflächen messen.
- PV-Messgeräte sind Multimess-Geräte für Solaranlagen. Gemessen werden Abnahme relevante Werte wie Isolationswerte im DC-System, Widerstandswerte und meist auch Lichtintensität und Temperatur, einige Geräte berechnen den voraussichtlichen Energieertrag. Meist werden mehrere Messgeräte in einem Set als PV-Messsystem verwendet.

### Schall- und Schallpegelmessung

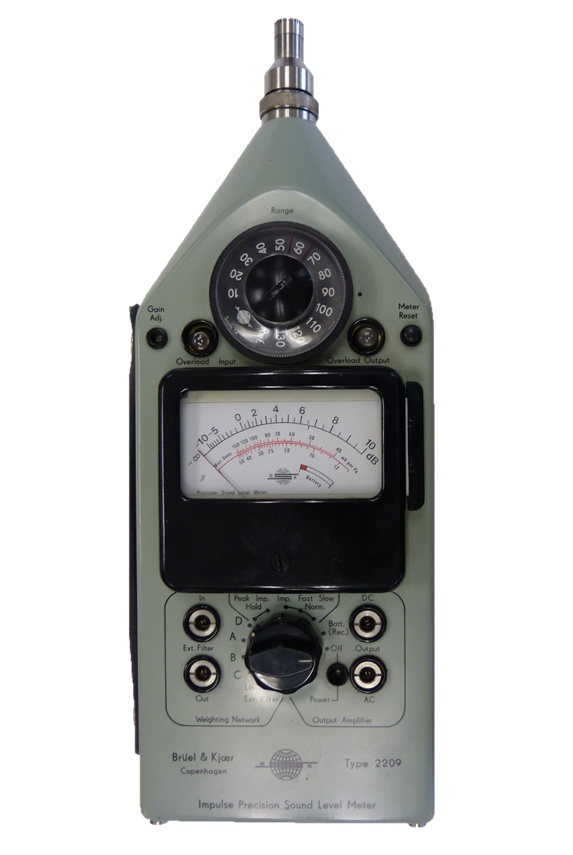
Schallpegelmesser, analog

Schallpegelmessgeräte messen in den meisten Fällen den Schalldruckpegel. Zu diesem Zweck enthalten sie ein präzises Mikrofon, eine hochgenaue Verstärkerschaltung und eine logarithmische Anzeige. Der Schalldruckpegel wird aus allen Richtungen gleich gut empfangen, weshalb Position und Orientierung des Geräts keine Rolle spielen.
Die Messgeräte werden in den meisten Fällen zur Bestimmung von Lärmbelastungen am Arbeitsplatz und im Straßenverkehr verwendet. Ein weiterer Einsatzzweck ist die Bestimmung von Schwingungen und Laufgeräuschen an technischen Geräten und der Untersuchung von Gegenmaßnahmen auf ihre Wirksamkeit.
Schallpegelmessgeräte müssen vom Anwender regelmäßig kalibriert werden, um die Funktion zu überprüfen und um geänderte atmosphärische Bedingungen wie Temperatur, Luftfeuchte und Luftdruck zu kompensieren.
- Peakmeter geben den Spitzenwert einer Ton-Aufzeichnung an und dienen zur Aussteuerung der Tonaufnahme – Schalldruck und Spannung.
- Speckle-Muster-Interferometrie (ESPI) Schwingungsanalyse und Formerfassung.
- Lasermikrofon

### Kombinierte Geräte
- Thermohygrograph beispielsweise bei Museen
- Multifunktions-Umweltmessgerät – Messung von Größen aus der Umwelttechnik, beispielsweise Temperatur, Luftfeuchtigkeit, Beleuchtungsstärke und Schallpegel. Diese Geräte sind mittlerweile für wenig Geld zu haben. Ihre Messgenauigkeit ist jedoch nicht mit hochwertigen Geräten zu vergleichen. Einsatz oft im Schulbereich oder für Heim-Anwendungen.

### Universelle Messgeräte für verschiedene elektrische Größen

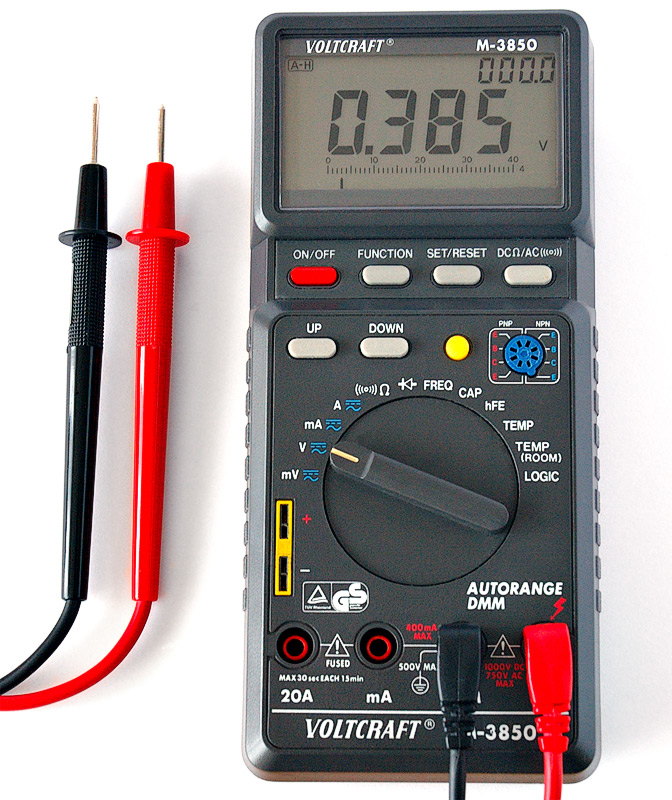
Digital-Multimeter

Diese Geräte sind nicht für einen speziellen Anwendungsfall entwickelt:
- Multimeter: Universalmessgeräte für Spannung (~/=, mit entsprechender Prüfspitze auch für Hochspannungsmessung), Strom (~/=), Widerstand (teilweise auch Isolationswiderstand und Durchgangsprüfung), Diodentest, Verstärkungsfaktor von PNP/NPN-Transistoren, Anzeige des zeitlichen Verlaufs einer elektrischen Größe (Multis mit graphischer Anzeige), Min/Max/Mittelwertanzeige, Kondensatorkapazität, Temperatur (mit entsprechenden Geber), Logiktester (Pegel einstellbar), Vorgabe einer Spannung/Pegel/Strom(-senke) (auch zeitliche Verläufe einer der Größen vorgebbar). Wobei erst die Digitaltechnik alle Messungen und Prüfungen in ein Gerät vereint hat. Industriemultimeter sind in einem bestimmten Zeitraum eichpflichtig.
  - Analogmultimeter: Spannungs-, Strom- und Widerstandsmessung mit einem Zeigermessgerät.
  - Digitalmultimeter: oft mit Schnittstelle zu PC-Messwerterfassung
- PC-Messkarten dienen der Darstellung und digitalen Erfassung physikalischer Größen.
- Wechselspannungsbrücken zur Bestimmung von Kapazität oder Induktivität
- SMUs kombinieren Multimeter mit Labornetzteil zur Versorgung und Stimulation des Prüflings
- SMMUs vereinen SMU mit einem Multiplexer der sowohl die Spannungen / Ströme des Netzteils in den Prüfling einspeist, als auch die Verbindung zwischen Prüfling und Mess-System herstellt.
- Messschreiber sind registrierende Messgeräte für Spannung oder durch Spannung darstellbare Größen, die sofort einen Papierbeleg ihrer Ergebnisse erzeugen.

#### Qualität der Messungen
Messgeräte-Hersteller sollen Angaben zu den Fehlergrenzen (maximale Beträge der Messgeräteabweichung des Anzeigewertes vom richtigen Wert) machen.
Bei elektrischen Messgeräten mit Skalenanzeige (z. B. Analogmultimeter), werden diese Grenzen vorzugsweise in % v.E. (Prozent vom Endwert) angegeben, häufig mittels eines Klassenzeichens. Damit ist die maximale absolute Messabweichung gemeint; sie wird über den Messbereichsendwert berechnet. Ein Messgerät mit einem Messbereichsendwert von z. B. 100 V und einer Klasse 1,5 kann selbst im günstigsten Fall bis zu 1,5 % ∙ 100 V = 1,5 V in seiner Anzeige vom richtigen Wert abweichen. Diese Angabe gilt im gesamten Messbereich unabhängig vom Messwert.
Zu Messgeräten mit Ziffernanzeige siehe Messgeräteabweichung, auch Digitalmultimeter.
Die relative Fehlergrenze eines Messwertes ist definiert als absolute Fehlergrenze geteilt durch den richtigen Wert; sie wird umso größer, je kleiner der Messwert ist. Bei umschaltbaren Messgeräten soll deshalb immer der Messbereich gewählt werden, mit dem man den größtmöglichen Ausschlag erhält.
Beispiel: Bei einem Messwert 19 V mit dem genannten Messgerät erhält man (bei Einhaltung vorgegebener Bedingungen wie Temperatur oder Lage)
Ergebnis = 19 V ± 1,5 V = 19 V ∙ (1 ± 8 %)
also relative Fehlergrenze = 8 % im Messbereich 100 V; in einem Messbereich 30 V ergäbe sich 2,4 %.
Weitere Messabweichungen, etwa verursacht durch Eigenverbrauch oder durch nicht sinusförmigen Verlauf bei Wechselgrößen, lassen sich mit den genannten Angaben nicht erfassen und müssen getrennt bestimmt werden.

## Analytische Messgeräte
- Chromatographen trennen Stoffgemische beziehungsweise ermitteln relative Wanderungsgeschwindigkeiten von Substanzen in den gewählten Medien. Die genaue Bezeichnung beschreibt den Aufbau:
  - Gaschromatographen
  - Säulenchromatographen
  - Dünnschichtchromatographen
- Refraktometer zur Bestimmung des Brechungsindex eines Mediums
- Ultrazentrifuge (Analytische) messen die Dichtezusammensetzung.
- Kalorimeter dienen der Heizwertbestimmung
- Massenspektrometer bestimmen die in einem Substanzgemisch vorhandenen molaren Massen (siehe auch Molare Masse).
- Elektronenstrahlmikroanalyse sind verschiedene Messtechniken im Zusammenhang mit Rasterelektronenmikroskopen, die Festkörperoberflächen auf ihre elementare oder chemische Zusammensetzung analysieren.
- Polarimeter bestimmen die Drehung der Lichtebene bei opt. aktiven Stoffen.
- Spektrometer bezeichnen im Allgemeinen Messgeräte, die kontinuierliche Werte untersuchen. In der Regel wird dies auf die Messung elektromagnetischer Strahlung reduziert. Gemessen wird allgemein die Intensitätsverteilung verschiedener Wellenlängen elektromagnetischer Strahlung. Spezialfall: ermitteln z. B. die Absorption in einem Festkörper bei bestimmten Wellenlängen einer Strahlung.
- Interferometer (allgemein) werden für Untersuchungen der Beugung des Lichts verwendet (verschiedene Messanwendungen).
- Dilatometer bestimmen die Längenänderung einer Probe in Abhängigkeit von der Temperatur.

## Industrielle Messtechnik, Produktionsmesstechnik und gewerbliche Messtechnik

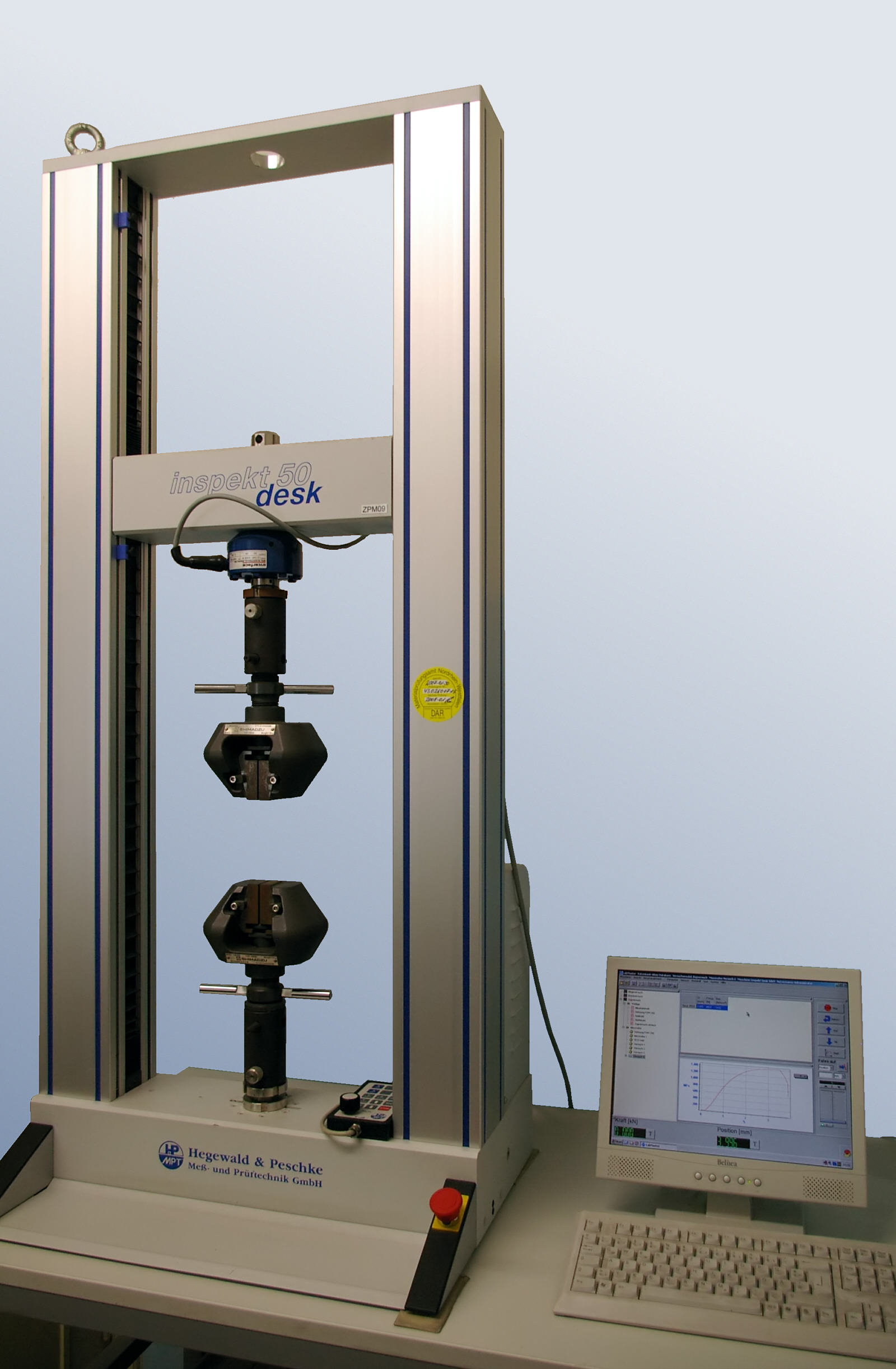
Foto einer Universalprüfmaschine

Diese Geräte werden in den meisten Fällen zur Herstellung eines Produktes verwendet oder dienen beispielsweise in der Werkstoffprüfung der Qualitätssicherung der Produkte beziehungsweise der Abrechnung von Leistungen.
- Koordinatenmessmaschine universelles Längenmessgerät in der industriellen Qualitätsprüfung
- Typometer sind Messlineale die für den Schriftsatz skaliert sind
- Schichtdickenmessgerät bestimmen die Mächtigkeit einer Schicht auf einem Träger
- Akustische Mikroskopie bietet ein zerstörungsfreies, bildgebendes Verfahren, das hochfrequenten Ultraschall verwendet, um Bilder aus dem Inneren eines Objekts zu erzeugen.
- Perthometer auch Tastschnittgerät zur Charakterisierung der Rauheit von Oberflächen
- Grindometer zum Messen der Körnigkeit einer Paste oder von Lacken
- Nephelometer oder Turbidimeter zur Messung der Suspension von kleinen Partikeln in einer Flüssigkeit oder einem Gaskolloid
- Tribometer zur Bestimmung der Reibung bei Lagerwerkstoffen u. a.
- Duktilometer Zugfestigkeitsuntersuchungen
- Universalprüfmaschine für Untersuchung mechanischer Eigenschaften wie Elastizitätsmodul, Streckgrenze, Zugfestigkeit, Bruchdehnung oder maximale Druckkraft
- Ein Vulkameter um die Vulkanisation von Kautschuk-/Gummi-Mischungen zu messen

### Messung von Materialeigenschaften
- Tribometer
- Rheometer
- Zugversuch

#### Härteprüfung
Bei der Härtemessung führt eine definierte Krafteinwirkung zu einer bleibenden Verformung des Testkörpers oder einem Eindringen einer Prüfgeometrie in den Testkörper. Die Messgeräte werden nach dem angewandten Verfahren bezeichnet. Beispiel: Brinell-Messgerät.
- Der Poldihammer dient zur Messung der Härte harter Werkstoffe mittels Schlaghärteprüfung
- Härteprüfung nach Johan August Brinell: Eine Kugel wird in die Probe eingedrückt. Der Durchmesser des Kugeleindrucks ist das Maß für den Brinellhärtewert HB.
- Härteprüfung nach Rockwell: Eine Kugel oder ein Diamantkegel wird in die Probe eingedrückt. Die bleibende Eindringtiefe wird gemessen und aus diesem Wert die Rockwellhärte HRx abgeleitet (x steht für C (englisch cone ‚Kegel‘), wenn mit Diamantkegel geprüft und für B (englisch ball ‚Kugel‘), wenn mit Diamantkugel geprüft wird).
- Härteprüfung nach Vickers: Die Spitze einer vierseitigen Pyramide wird in die Probe eingedrückt. Die Diagonalen des bleibenden Eindrucks werden gemessen, aus deren Länge lässt sich der Vickershärtewert HV errechnen.

Die verschiedenen Verfahren sind je nach Art und Härte des zu prüfenden Werkstoffs unterschiedlich gut geeignet.

### Normmessgeräte
Norm-Messgeräte – sind Messgeräte die eine Reihe von in einer Norm festgelegten Messungen durchführen. Diese werden meist auch protokolliert um eine Nachweisführung bei Gutachten zu ermöglichen.
Die Bezeichnung der Messgeräte geschieht nach der Norm.
Beispiel: VDE113 (EN60204) mit 10 A – Schutzleiterprüfung, Hochspannungsprüfung, Widerstandsmessung und Grenzbereicherkennung, Isolationsprüfung
Wichtige Norm-Messgeräte:
- VDE 0100-600  für Elektroinstallationen (Erstprüfung nach Errichtung Haus und Industrie)
- VDE 01113-1 EN 60204-1 für die elektrische Ausrüstung von Maschinen
- Erdungstestgerät Funktionsfähigkeit der Fundament-Erder
- Steckdosentester Normgerechter Anschluss (kleiner Teilbereich von VDE100)
- Nachlaufwegmessgerät Bei hydraulischen Pressen um den zurückgelegten Weg nach einem Not-Stopp zu bestimmen.

#### Daten- und Kommunikationstechnik
Diese Norm-Messgeräte untersuchen die korrekte Ausführung der Kabelanschlüsse (Verbindung zwischen Stecker und Kabel) und/oder die Physik der Datentechnik, also Pegel des Signals und Störungen. Im industriellen Bereich werden diese Geräte vor allem für Feldbusse oder Ethernet verwendet. Neben den Testern, also Geräten, die die Physik untersuchen, gibt es noch Protokoll-Analyse-Geräte, die den Dateninhalt untersuchen. Die Aufzählung gibt nur exemplarisch einige typische Geräte wieder.

##### Lokale Busse
- IEC-625-Bus (IEEE-488)

##### Feldbusse
- Feldbus (Übersicht)
- Profibus Tester: Pegelhöhe, Datendurchsatz, Umlaufzeit, Terminierung, Slave-Liste
- CAN-Bus Tester: Error-Frames, Datendurchsatz,
- AS-Interface-Bus Tester: Pegelhöhe, Slave-Liste, Slave-Nr. zuweisen

##### Ethernet
Ethernet ist aufgrund seiner Verbreitung das System, für das es die größte Anzahl von Analyseprogrammen gibt. Hier eine kleine Auswahl ohne Wertung …
- Ethernet-Cabel-Check-Tester: Thin Ethernet (RG98U), Thick Ethernet (yellow cable), RJ45
- MRTG Analyse: Multi Router Traffic Grapher Darstellung Netzwerkverkehr unter anderem
- Ethereal oder WireShark Analyse: Verwendete Datenkanäle eines Netzwerks, Daten, Protokolle
- nmap Analyse: Netzwerk-Scanner mit vielen Funktionen

### Normale
Normale sind Maßverkörperungen, Messgeräte, Referenzmaterialien oder Messeinrichtungen, die den Zweck haben, eine Einheit oder einen oder mehrere Größenwerte festzulegen, zu verkörpern, zu bewahren oder zu reproduzieren, um diese an andere Messgeräte durch Vergleich weiterzugeben. Routinemäßig eingesetzte Normale heißen Gebrauchsnormale. Bezugsnormale werden dagegen nur zur gelegentlichen Kalibrierung der Gebrauchsnormale eingesetzt, ggf. auch über weitere dazwischenliegende Normale, die dann Normale höherer (zweiter, dritter) Ordnung heißen. Dadurch wird die Belastung der höherwertigen Normale minimiert. Auch die Bezugsnormale werden über eine weitere Kalibrierhierarchie auf ein Primärnormal, das den höchsten metrologischen Anforderungen entspricht, zurückgeführt. Dabei handelt es sich in der Regel um ein von einem nationalen metrologischen Institut unterhaltenes nationales Normal oder um ein internationales Normal. Innerhalb der Kalibrierhierarchie nimmt die Genauigkeit der Normale nach oben hin stetig zu.
Prüfstände dienen zur Fehlerkontrolle zur Qualitätssicherung oder Eichung von Messgeräten (beispielsweise für Wasserzähler).

### Eichpflichtige Messgeräte
Messgeräte, deren Messergebnis zur Berechnung von gewerblichen Leistungen verwendet wird (beispielsweise Waagen im Handel, Wasserzähler), müssen eichgesetzliche Auflagen erfüllen. Das heißt, ihre Bauart muss von der Physikalisch-Technische Bundesanstalt (PTB) zugelassen und die Geräte müssen geeicht sein, wobei eine Eichung nach einer bestimmten Zeit durch staatlich anerkannte Prüfstellen mit einem von der Eichbehörde zugelassenen Normal aufgefrischt werden muss. Das Eichgesetz definiert Eichfehlergrenzen, die für verschiedene Lastbereiche nicht überschritten werden dürfen.
Beispiele: Waagen, Wasserzähler, Gaszähler, Stromzähler, Wärmezähler, Kraftstoffzähler, Durchflussmesser
Beispiel für ein ausnahmsweise erlaubtes nicht eichpflichtiges Messgerät: Heizkostenverteiler

## Rechtliche Aspekte
Messgeräte in gesetzlich geregelten Anwendungen fielen in der EU unter die Richtlinie 2004/22/EG über Messgeräte (Europäische Messgeräterichtlinie (MID)), deren Umsetzung in nationales Recht bis zum 20. Oktober 2006 stattfinden musste. Diese wurde durch die Richtlinie 2014/32/EU (Messgeräterichtlinie) aufgehoben.
Bei Waagen wird unterschieden zwischen selbsttätige Waagen (z. B. Gleiswaagen oder automatische Verpackungslinien) und nichtselbsttätige Waagen. Die nichtselbsttätigen Waagen fallen unter die Richtlinie 2014/31/EU über nichtselbsttätige Waagen. Selbsttätige Waagen fallen weiterhin unter die Messgeräterichtlinie.

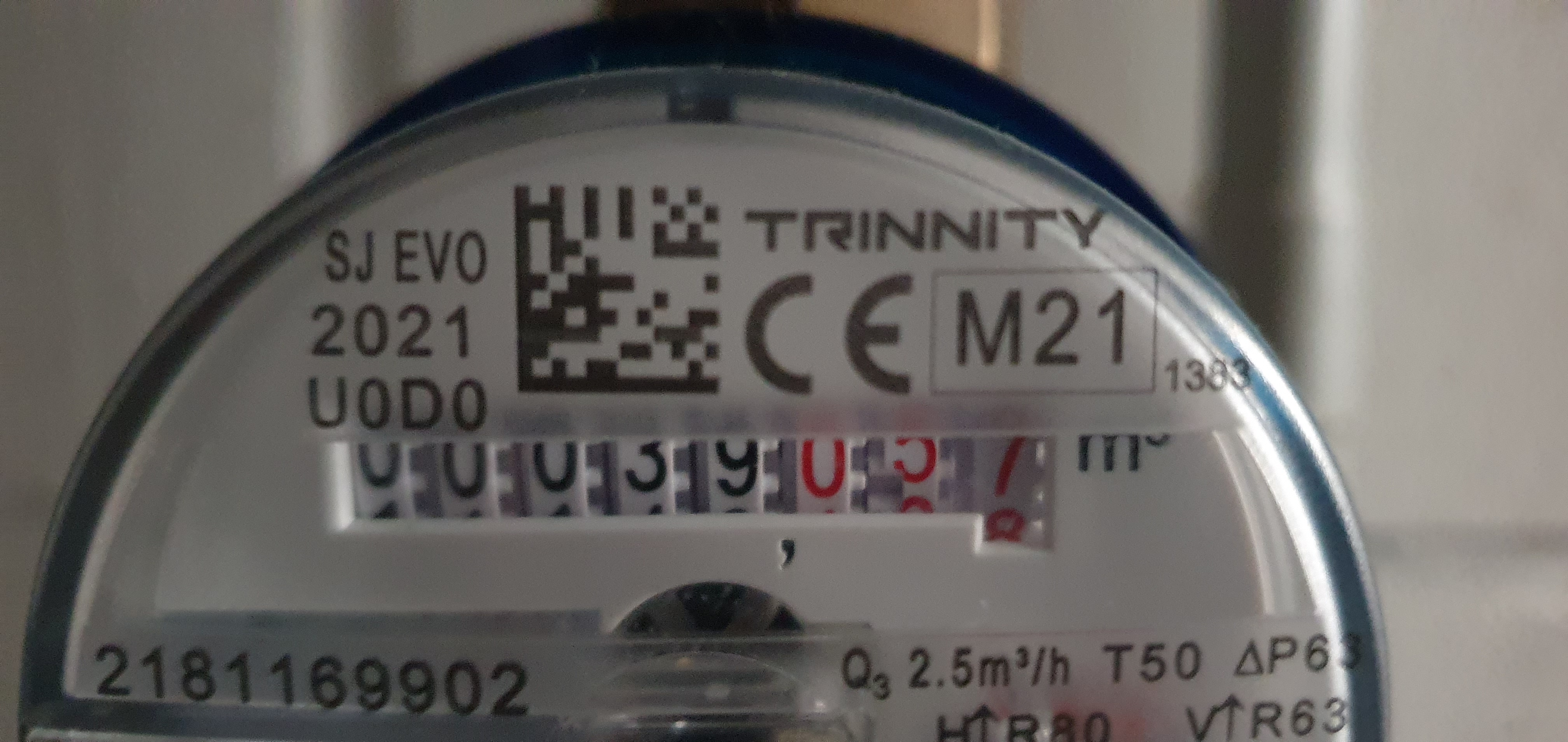
Wasserzähler mit CE-Kennzeichnung und Metrologiezeichen (M)

Die Europäische Messgeräterichtlinie regelt nicht die Eichpflicht und die Anforderungen nach dem Inverkehrbringen bzw. der Inbetriebnahme. Das bleibt nationalem Recht vorbehalten. Allerdings müssen sich die Mitgliedstaaten vor der Kommission und den anderen Mitgliedstaaten rechtfertigen, wenn sie es nicht regeln. MID-konforme Messgeräte müssen vor der ersten Inbetriebnahme nicht mehr geeicht werden. Sie müssen die Europäischen Konformitätskennzeichnung (CE) sowie die zusätzlichen Metrologie-Kennzeichnung (M) und den letzten beiden Ziffern des Jahres, in dem die Kennzeichnung angebracht wurde aufweisen.
In Deutschland werden diese Richtlinien durch das Mess- und Eichgesetz sowie die Mess- und Eichverordnung umgesetzt. In Österreich durch das österreichische Maß- und Eichgesetz.

## Eigensichere Messgeräte
Das Messprinzip von eigensicheren oder explosionsgeschützten Messgeräten ist den o. g. gleich, jedoch müssen diese Geräte besonderen Ansprüchen für ihren Einsatzfall genügen, die sie z. B. im untertägigen Bergbau oder der (chemischen) Industrie finden. Richtlinien wie die 94/9/EG bzw. ATEX bestimmen die Anforderungen, die hinsichtlich elektrischer, mechanischer und auch werkstofftechnischer Vorgaben geprüft werden. Zugelassene Prüfstellen erteilen bei erfolgreicher Zulassung ein Zertifikat, welches Grundvoraussetzung für die Inbetriebnahme von Messgeräten in den besonderen explosionsgefährdeten Bereichen ist.

## Medizinische Messgeräte
Für Messgeräte in der Medizin gelten besondere Regeln. Sie müssen die Vorschriften der MedGV, der Medizin-Geräte-Verordnung einhalten. Dies gilt aber nur für Messgeräte die a) als Medizinische Geräte eingestuft und b) in der anerkannten Medizin verwendet werden. Der Bereich der alternativen Medizin bleibt davon unberührt. So fallen das Teslameter, ein Biofeld-Messgerät oder die Körperfettwaage nicht unter die Bestimmungen.
- Aktometer zum Erfassen der Bewegungsaktivität
- Ergometer misst die körperliche Arbeit bzw. Leistung
- Blutdruckmessgerät damit wurde historisch häufig das von Riva-Rocci mit entwickelte Sphygmomanometer verbunden, bei der man manuell mit Manschette den systolischen Blutdruck bestimmen konnte. Heutzutage wird jedoch meist nicht mehr manuell mit Quecksilbersäule, sondern oszillometrisch mit digitaler Anzeige gemessen. Neben diesen unblutigen Messverfahren gibt es noch klinische Verfahren, bei denen der Blutdruck in einem Blutgefäß direkt über einen Druckwandler gemessen wird. Siehe Blutdruckmessung.
- Blutzucker-Messgerät – Ist ein wichtiges Gerät für Diabeteskranke. Mit ihm wird der aktuelle Wert des *Glucose-Spiegels im Blut bestimmt. Neben der klassischen Methode, bei der ein Tropfen Blut benötigt wird, gibt es auch neuere Ansätze von Messgeräten die eine unblutigte Messung ermöglichen.
- EKG-Geräte sind medizinische Geräte zur Anzeige und Aufzeichnung der Summe der elektrischen Aktivitäten aller Herzmuskelfasern.
- EEG-Geräte sind medizinische Geräte zur Anzeige und Aufzeichnung der von außen messbaren elektrischen Aktivitäten des Gehirns
- Fieberthermometer zum Messen der (menschlichen) Körpertemperatur
- Kapnometer, Kapnographen um den Kohlenstoffdioxidgehalt der Ausatemluft eines Patienten zu messen und zu überwachen.
- Körperfettwaage gibt neben dem Körpergewicht auch den Anteil von Körperfett an.
- Skoliometer messen Neigungswinkel der Rückenoberfläche zur Horizontalen.
- Spirometer zur Überprüfung der Lungenfunktion.

### Technische Hilfsmittel für Messungen in der Medizin
Technische Hilfsmittel für Messungen in der Medizin sind eigentlich keine Messgeräte, werden aber für Messungen verwendet:
- Mikroskop, vor allem Lichtmikroskope z. B. für Zählung/Erkennung von Bakterien …
- medizinische Kameras (teilweise auch mit Infrarot- oder UV-Licht)
- Ultraschallgeräte zur Diagnostik (Schwangerschaft …)
- Röntgen-Geräte zur Diagnostik (innere Organe, Knochenbrüche, Osteoporose …)
- Parallelometer zur Messung von Disparallelitäten bei der Herstellung von Zahnersatz